# Félix-Jacques Moulin
Félix-Jacques Antoine Moulin (* 1802; † 1869) war ein französischer Fotograf, der als besonders produktiv und geschäftstüchtig gilt. Sein Atelier befand sich in der Rue Faubourg-Montmartre und später in der Rue Richer in Paris. Im Almanach-Bottin, einem Adressbuch für Industrie und Handel, fand er 1851 bis 1869 Erwähnung.
1853 lieferte es als erster Pariser Fotograf eine Serie von Aktfotos an die Bibliothèque Nationale. Seine Arbeiten, mit denen er neben seinen Aktfotografien hervorgetreten ist, umfassen Porträts, Architektur- und Landschaftsstudien sowie ethnografische Aufnahmen, die während einer Algerienreise 1856 und 1857 entstanden. Auf dieser Reise begleitete ihn der Fotograf Alexandre Quinet. Seine auf dieser Reise aufgenommenen Bilder wurden 1860 in dem Album L'Algérie photographiée veröffentlicht.
Moulin tat sich durch seine Genreszenen hervor; diese unterschieden sich von den Arbeiten seiner Zeitgenossen wie André Adolphe-Eugène Disdéri und Charles Nègre dadurch, dass er seine Motive nicht auf der Straße fand, sondern sie aufwendig und detailreich im Atelier nachstellte (z. B. Maler bei der Arbeit).

### Akt

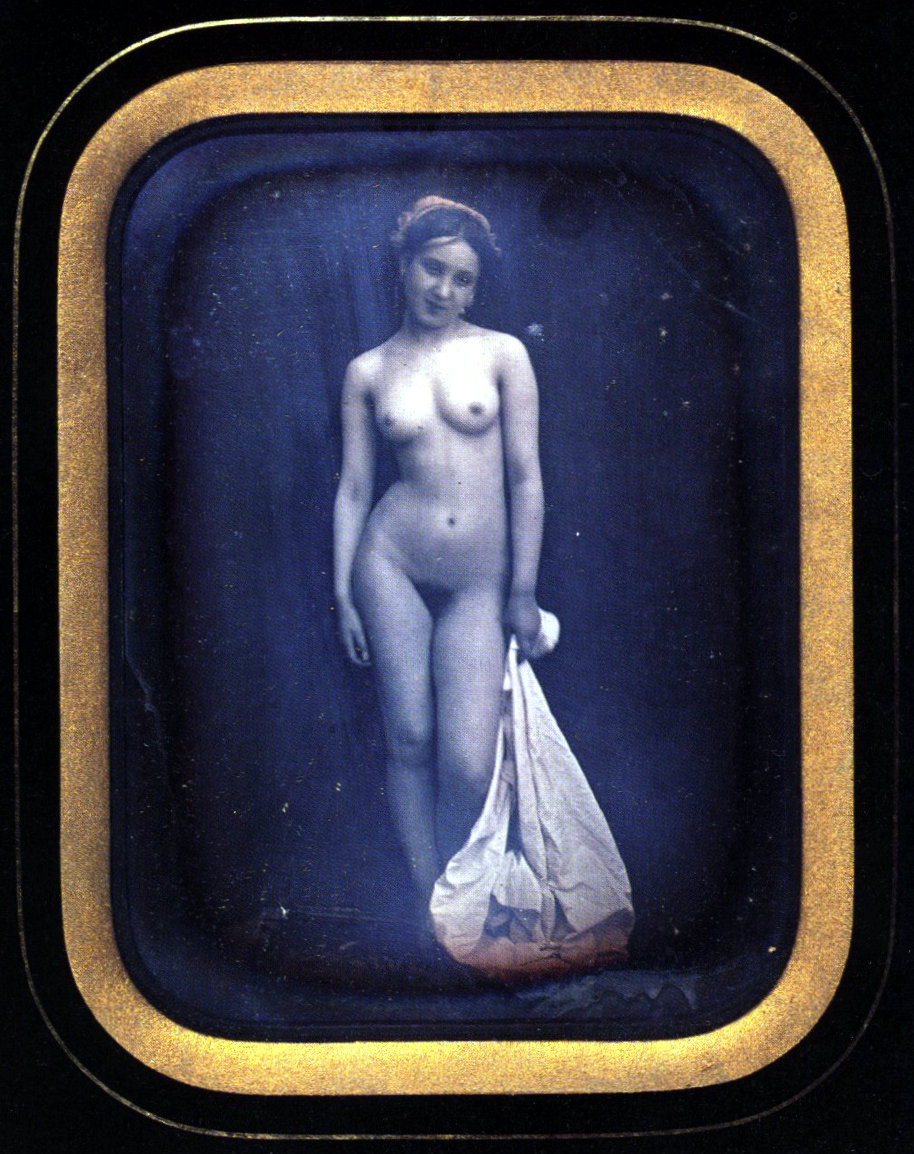
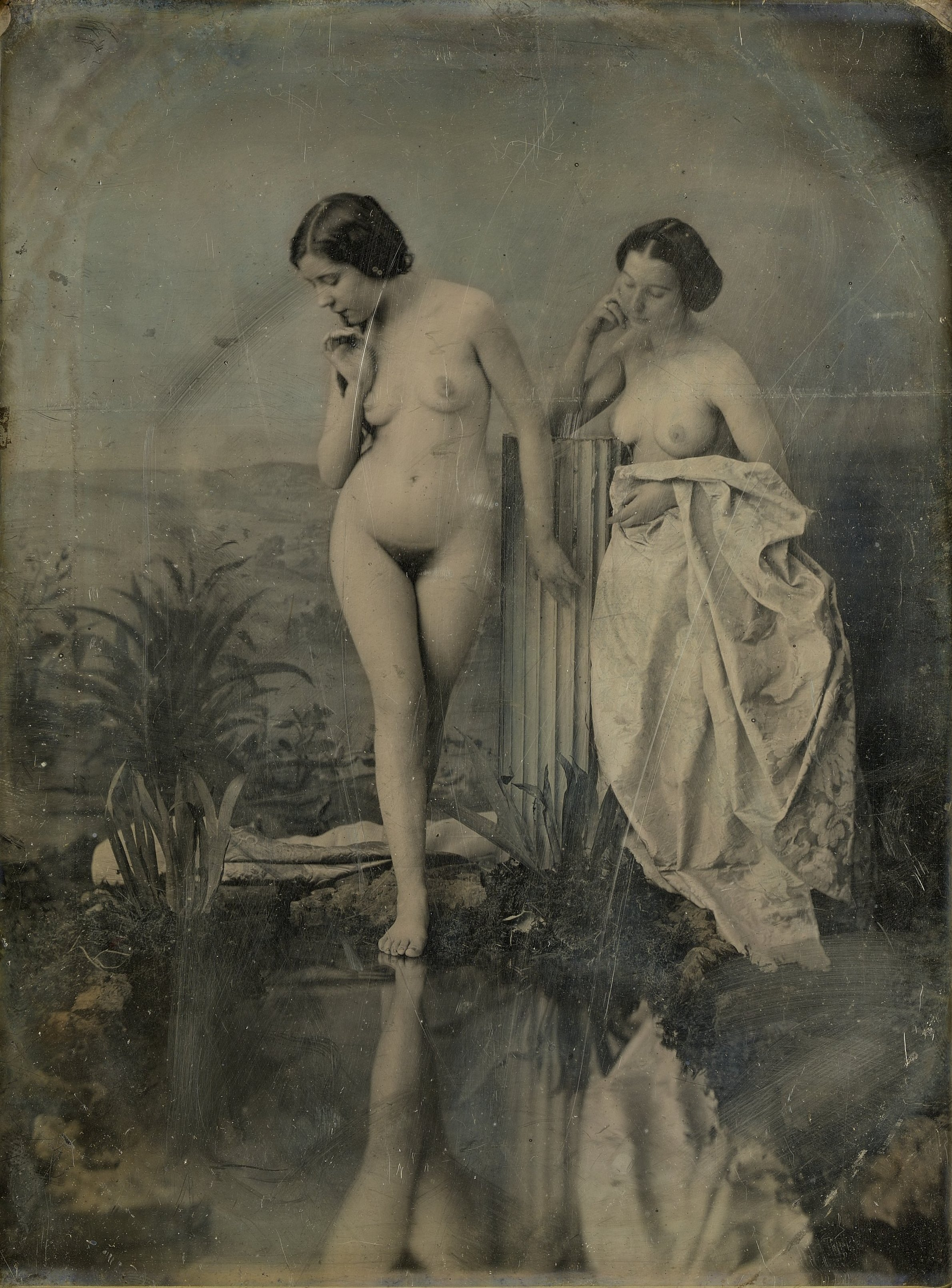
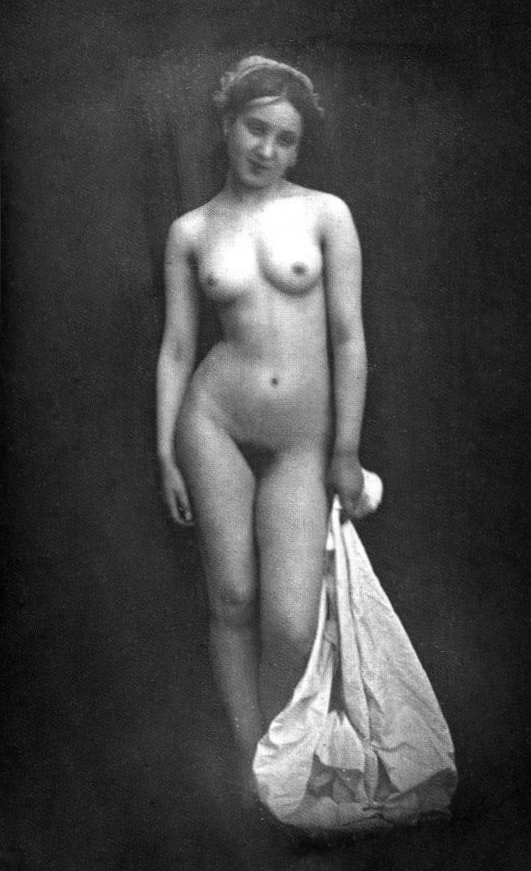
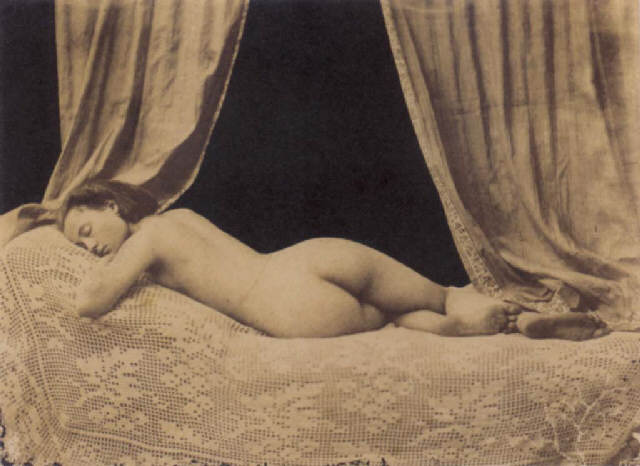

### Ethnografische Aufnahmen

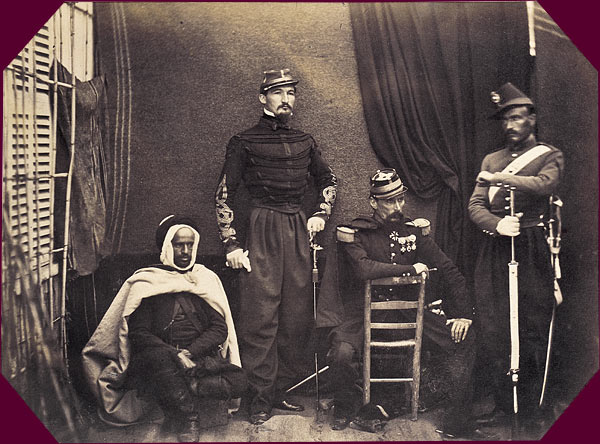
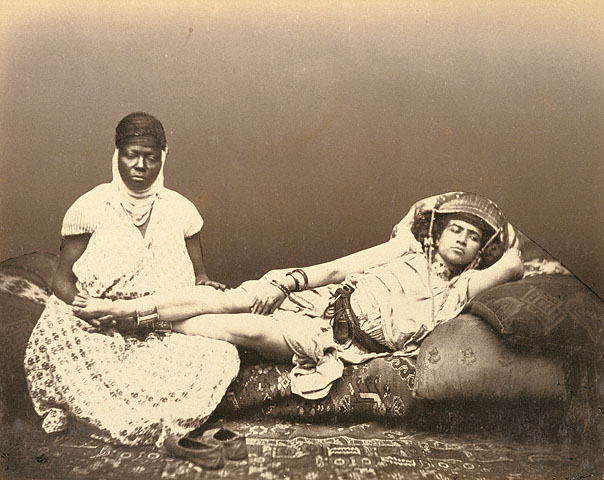
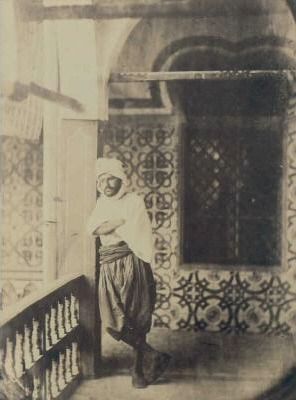
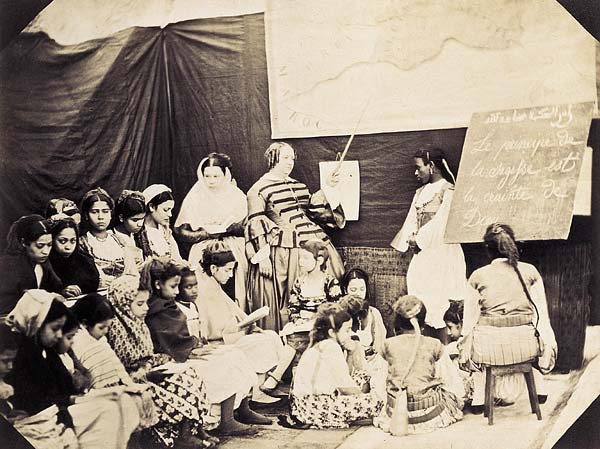